# Чешихін Всеволод Євграфович
Всеволод Євграфович Чешихін (1865—1934) — російський письменник, публіцист, музичний критик, педагог і перекладач.
Народився в 1865 році в родині російського публіциста, краєзнавця і просвітителя Євграфа Васильовича Чешихіна. Брат історика російської літератури Василя Євграфовича Чешихіна-Вєтринського.
Закінчив Ризьку Олександрівську гімназію (1882) і юридичний факультет Санкт-Петербурзького університету.
У 1889 році вступив на службу в Ризький окружний суд, де перебував мировим суддею в місті Ризі.
З 1892 року брав живу участь в російському громадському житті міста Риги, будучи одним з найбільш діяльних лекторів місцевого літературного гуртка; за його ініціативою музичним товариством «Ладо» відкрито в 1898 році Ризьке відділення Російського музичного товариства.
У 1899—1900 роках брав участь в обговоренні нового законопроєкту про авторське право в Росії.
Читав в музичній школі «елементарну теорію музики» і «гармонію». Крім окремих видань, написав ряд перекладів, критичних статей, белетристичних нарисів, оповідань, музичних рецензій в різних періодичних виданнях.